# Pokój paryski (1973)

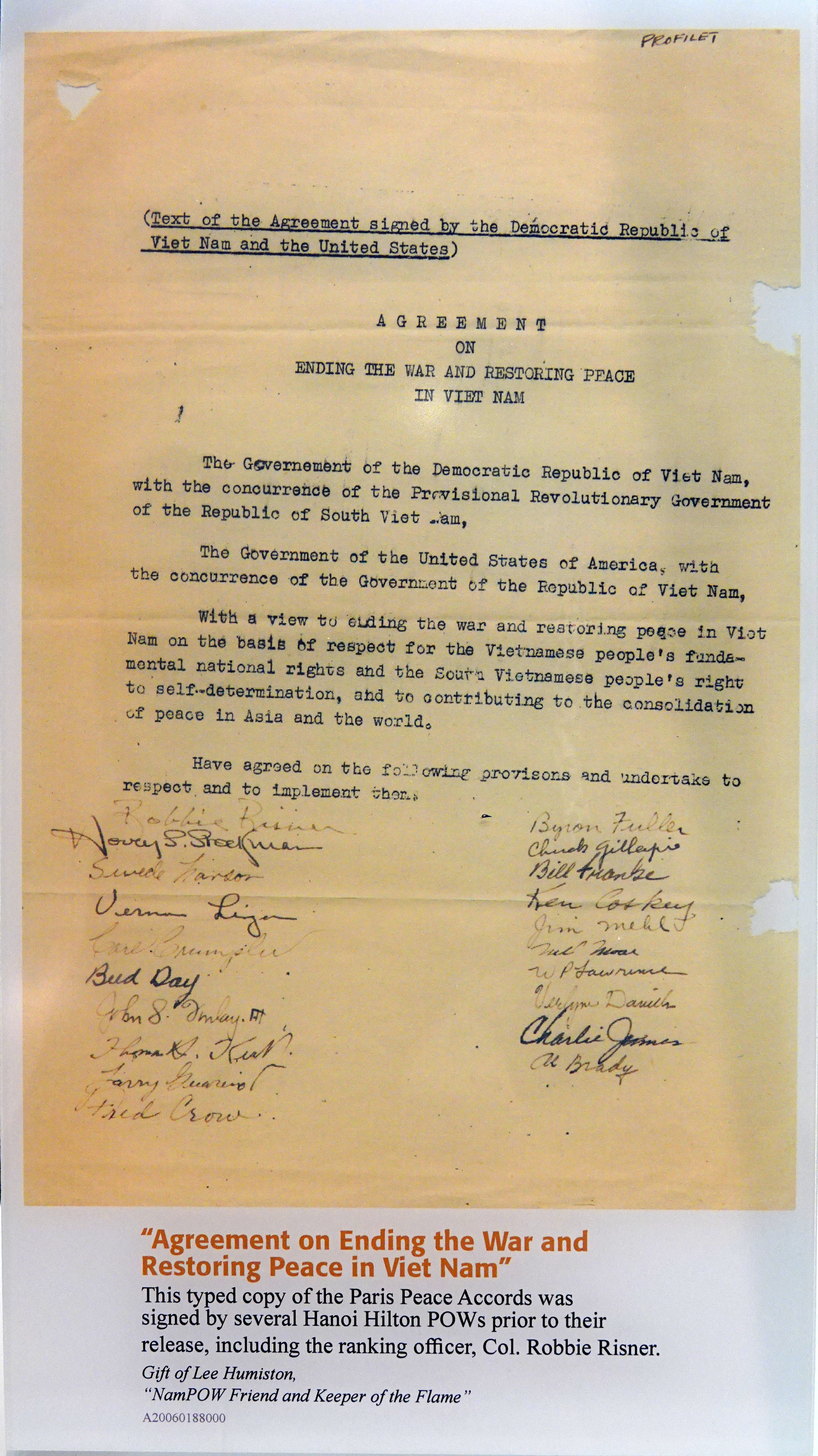
Pierwsza strona traktatu

Porozumienia pokojowe z Paryża (wiet. Hiệp định Paris về Việt Nam), oficjalnie Porozumienie o zakończeniu wojny i przywróceniu pokoju w Wietnamie (Hiệp định về chấm dứt chiến tranh, lập lại hòa bình ở Việt Nam) – porozumienie pokojowe podpisane 27 stycznia 1973 roku w celu ustanowienia pokoju w Wietnamie i zakończenia wojny wietnamskiej. Weszło w życie o godzinie 8:00 następnego dnia. Porozumienie zostało podpisane przez rządy Demokratycznej Republiki Wietnamu (Wietnam Północny), Republiki Wietnamu (Wietnam Południowy) i Stanów Zjednoczonych oraz Tymczasowy Rewolucyjny Rząd Republiki Wietnamu Południowego, który reprezentował komunistów południowowietnamskich.
Wojska lądowe USA zaczęły wycofywać się z Wietnamu w 1969 roku i cierpiały z powodu pogarszającego się morale żołnierzy. Na początku 1972 roku oddziały amerykańskie, które jeszcze pozostały w Wietnamie, miały już bardzo niewielki udział w działaniach wojennych. Ostatnie bataliony piechoty amerykańskiej wycofały się w sierpniu 1972 roku. Większość sił powietrznych i morskich oraz większość doradców wojskowych również opuściła w tym czasie Wietnam Południowy, chociaż siły powietrzne i morskie USA nadal odgrywały dużą rolę w wojnie. Porozumienie paryskie usuwały wszystkie pozostałe siły amerykańskie z Wietnamu. Bezpośrednia interwencja wojskowa USA została tym samym zakończona, a walki między siłami wietnamskimi ustały na niecałą dobę. Porozumienie nie zostało ratyfikowane przez Senat USA.
Negocjacje, które doprowadziły do porozumienia, rozpoczęły się w 1968 roku po długich opóźnieniach. W wyniku porozumienia Międzynarodowa Komisja Kontroli (ICC) została zastąpiona Międzynarodową Komisją Kontroli i Nadzoru (ICCS), w skład której wchodziły Kanada, Polska, Węgry i Indonezja, aby monitorować wykonanie porozumienia. Głównymi negocjatorami byli amerykański doradca ds. bezpieczeństwa narodowego Henry Kissinger i członek północnowietnamskiego Biura Politycznego Lê Đức Thọ. Obaj mężczyźni otrzymali Pokojową Nagrodę Nobla w 1973 roku za swoje wysiłki, ale Lê Đức Thọ odmówił jej przyjęcia.
Postanowienia porozumienia były natychmiast i często łamane zarówno przez siły północnowietnamskie jak i południowowietnamskie, co pozostawało bez oficjalnej odpowiedzi ze strony Stanów Zjednoczonych. Otwarte walki wybuchły w marcu 1973 roku, a ofensywy północnowietnamskie powiększyły swoje terytorium do końca roku. Dwa lata później potężna ofensywa północnowietnamska zakończona 30 kwietnia 1975 roku podbiła Wietnam Południowy, a dwa kraje, które były rozdzielone od 1954 roku, zjednoczyły się 2 lipca 1976 roku jako Socjalistyczna Republika Wietnamu.
Część negocjacji odbyła się w dawnej rezydencji francuskiego malarza Fernanda Légera; została ona przekazana Francuskiej Partii Komunistycznej. Ulicę, przy której znajduje się dom, nazwano na cześć Philippe’a Leclerca de Hauteclocque’a, który dowodził siłami francuskimi w Wietnamie podczas I wojny indochińskiej.